# سرگئی کریوتسوف
سرگئی آندریوویچ کریوتسوف (اوکراینی: Сергій Андрійович Кривцов؛ متولد ۱۵ مارس ۱۹۹۱) فوتبالیست حرفه ای اوکراینی است و مدافع باشگاه فوتبال شاختار دونتسک در لیگ برتر اوکراین بازی می‌کند.

## حرفه
سرگئی کریوتسوف متولد زاپروژیا، اوکراین، محصول مدرسه فوتبال متالورگ زاپروژیا است، جایی که وی توسط ویکتور تریشوبوف آموزش دیده‌است. او اولین بازی خود را برای این باشگاه در سن ۱۷ سالگی در مقابل چورنومورتس اودسا در ۳ مه ۲۰۰۸ که به تساوی ۱–۱ منجر شد انجام داد. اولین گل او برای این باشگاه در پیروزی ۲–۰ مقابل ماریوپول در ۲۷ فوریه ۲۰۱۰ بود.

### شاختار دونتسک
در ۱۱ مه ۲۰۱۰، سرگئی کریوتسوف به همراه تاراس استپاننکو با قراردادی ۵ ساله به شاختار دونتسک پیوست. اولین حضور او در ترکیب شاختار در ۱۰ نوامبر ۲۰۱۰ در پیروزی ۱–۰ جام حذفی اوکراین مقابل باشگاه قدیمی خود، متالورگ زاپروژیا بود. او در فصل اول خود دو بازی دیگر انجام داد، هر دو در لیگ برتر اوکراین بود. شاختار با موفقیت در لیگ‌های برتر، جام و سوپر جام به سه‌گانه دست یافت.
فصل بعد وی ۶ بازی برای این باشگاه انجام داد که ۵ مورد از آنها در لیگ برتر به میدان رفت
او اولین حضور خود در فصل ۲۰۱۲–۱۳ را در ۲۶ اوت در پیروزی ۳–۰ برابر کارپاتی لویو در Donbas Arena انجام داد. او در ۹۰ دقیقه کامل بازی کرد و در دقیقه ۸۵ کارت زرد گرفت. او همچنین در یک پیروزی ۳–۱ مقابل دینامو کیف به عنوان یک تعویض دقیقه ۷۰ بازی کرد و جای اولیکساندر کوچر مصدوم را گرفت که دو بار گلزنی کرد.

## حرفه بین‌المللی
سرگئی کریوتسوف در حال حاضر عضو تیم ملی فوتبال اوکراین و سابقاً عضو تیم ملی فوتبال زیر ۲۱ سال اوکراین بود. او عضو تیم زیر ۱۹ سال اوکراین نیز بود که در مسابقات قهرمانی زیر ۱۹ سال اروپا یوفا در سال ۲۰۰۹ قهرمان شد. او اولین حضور خود در تیم ملی اوکراین را در یک بازی دوستانه مقابل جمهوری چک در ۶ سپتامبر ۲۰۱۱ که منجر به شکست ۴–۰ اوکراین شد انجام داد و ۹۰ دقیقه کامل بازی کرد.

## آمار

### باشگاه
تا تاریخ ۳ مارس ۲۰۲۰
تا تاریخ ۳ مارس ۲۰۲۰
| باشگاه                         | فصل                             | لیگ  | لیگ | جام حذفی | جام حذفی | رقابت‌های اروپایی | رقابت‌های اروپایی | سوپر کاپ | سوپر کاپ | مجموع | مجموع |
| باشگاه                         | فصل                             | بازی | گل  | بازی     | گل       | بازی             | گل               | بازی     | گل       | بازی  | گل    |
| ------------------------------ | ------------------------------- | ---- | --- | -------- | -------- | ---------------- | ---------------- | -------- | -------- | ----- | ----- |
| باشگاه فوتبال متالورگ زاپروژیا | 2006–07                         | ۴    | ۰   | ۰        | ۰        | ۰                | ۰                | ۰        | ۰        | ۴     | ۰     |
| باشگاه فوتبال متالورگ زاپروژیا | 2007–08                         | ۳    | ۰   | ۰        | ۰        | ۰                | ۰                | ۰        | ۰        | ۳     | ۰     |
| باشگاه فوتبال متالورگ زاپروژیا | Total                           | ۷    | ۰   | ۰        | ۰        | ۰                | ۰                | ۰        | ۰        | ۷     | ۰     |
| باشگاه فوتبال متالورگ زاپروژیا | 2007–08                         | ۴    | ۰   | ۰        | ۰        | ۰                | ۰                | ۰        | ۰        | ۴     | ۰     |
| باشگاه فوتبال متالورگ زاپروژیا | 2008–09                         | ۱۷   | ۰   | ۰        | ۰        | ۰                | ۰                | ۰        | ۰        | ۱۷    | ۰     |
| باشگاه فوتبال متالورگ زاپروژیا | 2009–10                         | ۲۳   | ۲   | ۱        | ۰        | ۰                | ۰                | ۰        | ۰        | ۲۴    | ۲     |
| باشگاه فوتبال متالورگ زاپروژیا | Total                           | ۴۴   | ۲   | ۱        | ۰        | ۰                | ۰                | ۰        | ۰        | ۴۵    | ۲     |
| باشگاه فوتبال شاختاردونتسک     | 2010–11                         | ۲    | ۰   | ۱        | ۰        | ۰                | ۰                | ۰        | ۰        | ۳     | ۰     |
| باشگاه فوتبال شاختاردونتسک     | لیگ برتر فوتبال اوکراین ۱۲-۲۰۱۱ | ۵    | ۰   | ۱        | ۰        | ۰                | ۰                | ۰        | ۰        | ۶     | ۰     |
| باشگاه فوتبال شاختاردونتسک     | لیگ برتر فوتبال اوکراین ۱۳-۲۰۱۲ | ۱۵   | ۱   | ۱        | ۰        | ۰                | ۰                | ۰        | ۰        | ۱۶    | ۱     |
| باشگاه فوتبال شاختاردونتسک     | 2013–14                         | ۱۹   | ۲   | ۴        | ۰        | ۱                | ۰                | ۰        | ۰        | ۲۴    | ۲     |
| باشگاه فوتبال شاختاردونتسک     | 2014–15                         | ۱۷   | ۳   | ۲        | ۰        | ۲                | ۰                | ۰        | ۰        | ۲۱    | ۳     |
| باشگاه فوتبال شاختاردونتسک     | 2015–16                         | ۷    | ۰   | ۴        | ۰        | ۳                | ۰                | ۰        | ۰        | ۱۴    | ۰     |
| باشگاه فوتبال شاختاردونتسک     | 2016–17                         | ۶    | ۰   | ۲        | ۰        | ۴                | ۲                | ۱        | ۰        | ۱۳    | ۲     |
| باشگاه فوتبال شاختاردونتسک     | 2017–18                         | ۱۳   | ۲   | ۱        | ۰        | ۱                | ۰                | ۱        | ۰        | ۱۶    | ۲     |
| باشگاه فوتبال شاختاردونتسک     | 2018–19                         | ۲۱   | ۰   | ۴        | ۰        | ۶                | ۰                | ۱        | ۰        | ۳۲    | ۰     |
| باشگاه فوتبال شاختاردونتسک     | 2019–20                         | ۱۴   | ۱   | ۱        | ۰        | ۸                | ۰                | ۱        | ۰        | ۲۴    | ۱     |
| باشگاه فوتبال شاختاردونتسک     | کل                              | ۱۱۹  | ۹   | ۲۱       | ۰        | ۲۵               | ۲                | ۴        | ۰        | ۱۶۹   | ۱۱    |
| مجموع                          | مجموع                           | ۱۷۰  | ۱۱  | ۲۲       | ۰        | ۲۵               | ۲                | ۳        | ۰        | ۲۲۱   | ۱۳    |

### بین‌المللی
تا تاریخ ۱۱ ژوئن ۲۰۱۹
تا تاریخ ۱۱ ژوئن ۲۰۱۹
| تیم ملی اوکراین | تیم ملی اوکراین | تیم ملی اوکراین |
| سال             | بازی            | گل              |
| --------------- | --------------- | --------------- |
| ۲۰۱۱            | ۱               | ۰               |
| ۲۰۱۲            | ۰               | ۰               |
| ۲۰۱۳            | ۰               | ۰               |
| ۲۰۱۴            | ۰               | ۰               |
| ۲۰۱۵            | ۰               | ۰               |
| ۲۰۱۶            | ۱               | ۰               |
| ۲۰۱۷            | ۲               | ۰               |
| ۲۰۱۸            | ۵               | ۰               |
| ۲۰۱۹            | ۳               | ۰               |
| جمع             | ۱۲              | ۰               |

## افتخارات

### باشگاه
شاختار دونتسک
- لیگ برتر اوکراین: ۲۰۱۰–۱۱، ۲۰۱۱–۱۲، ۲۰۱۲–۱۳، ۲۰۱۳–۱۴، ۲۰۱۶–۱۷، ۲۰۱۷–۱۸، ۲۰۱۸–۱۹
- جام اوکراین: ۲۰۱۰–۱۱، ۲۰۱۱–۱۲، ۲۰۱۲–۱۳، ۲۰۱۵–۱۶، ۲۰۱۶–۱۷، ۲۰۱۷–۱۸، ۲۰۱۸–۱۹
- سوپر جام اوکراین: ۲۰۱۰، ۲۰۱۲، ۲۰۱۳، ۲۰۱۴، ۲۰۱۵، ۲۰۱۷

### بین‌المللی
اوکراین
- قهرمانی زیر ۱۹ سال اروپا یوفا: ۲۰۰۹